# Імператорський скорпіон

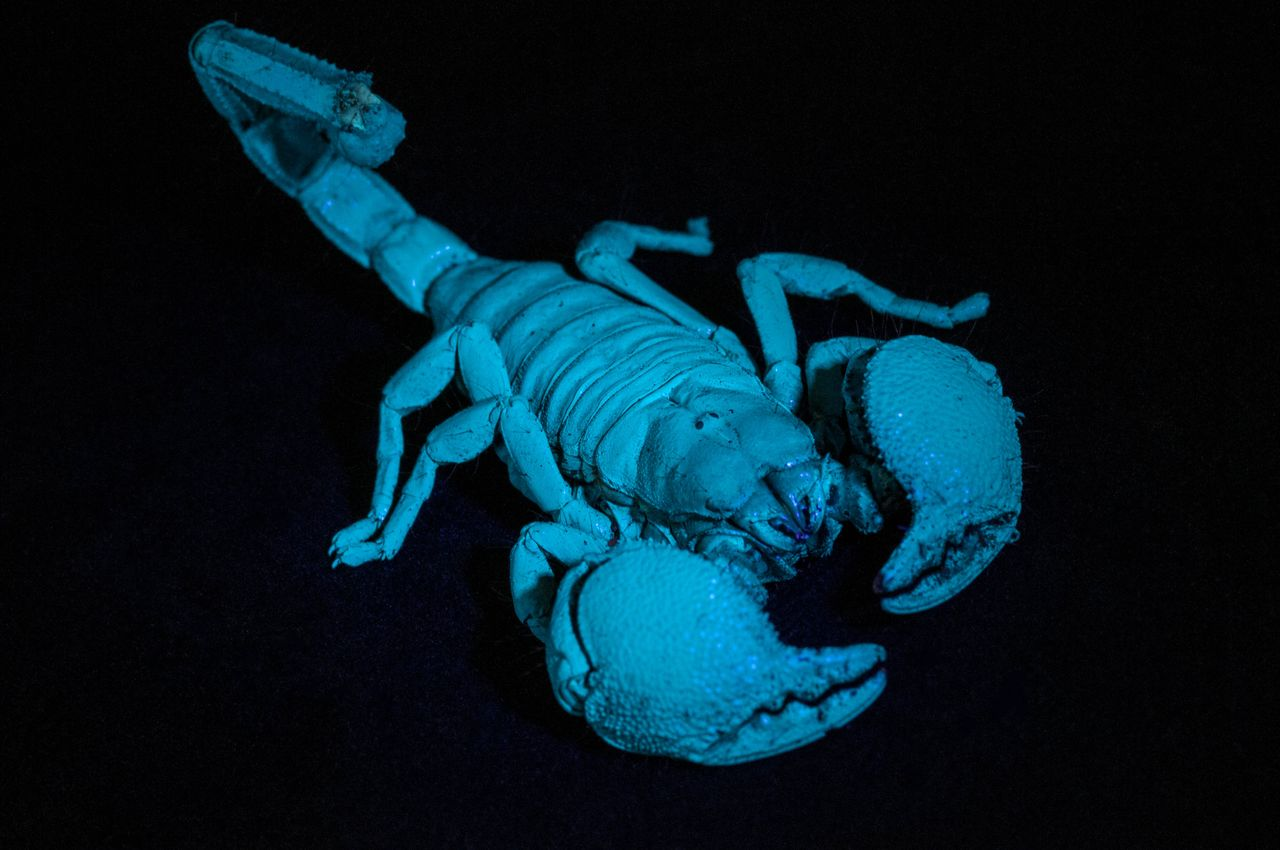
Імператорські скорпіони флуоресціюють під ультрафіолетовим світлом.

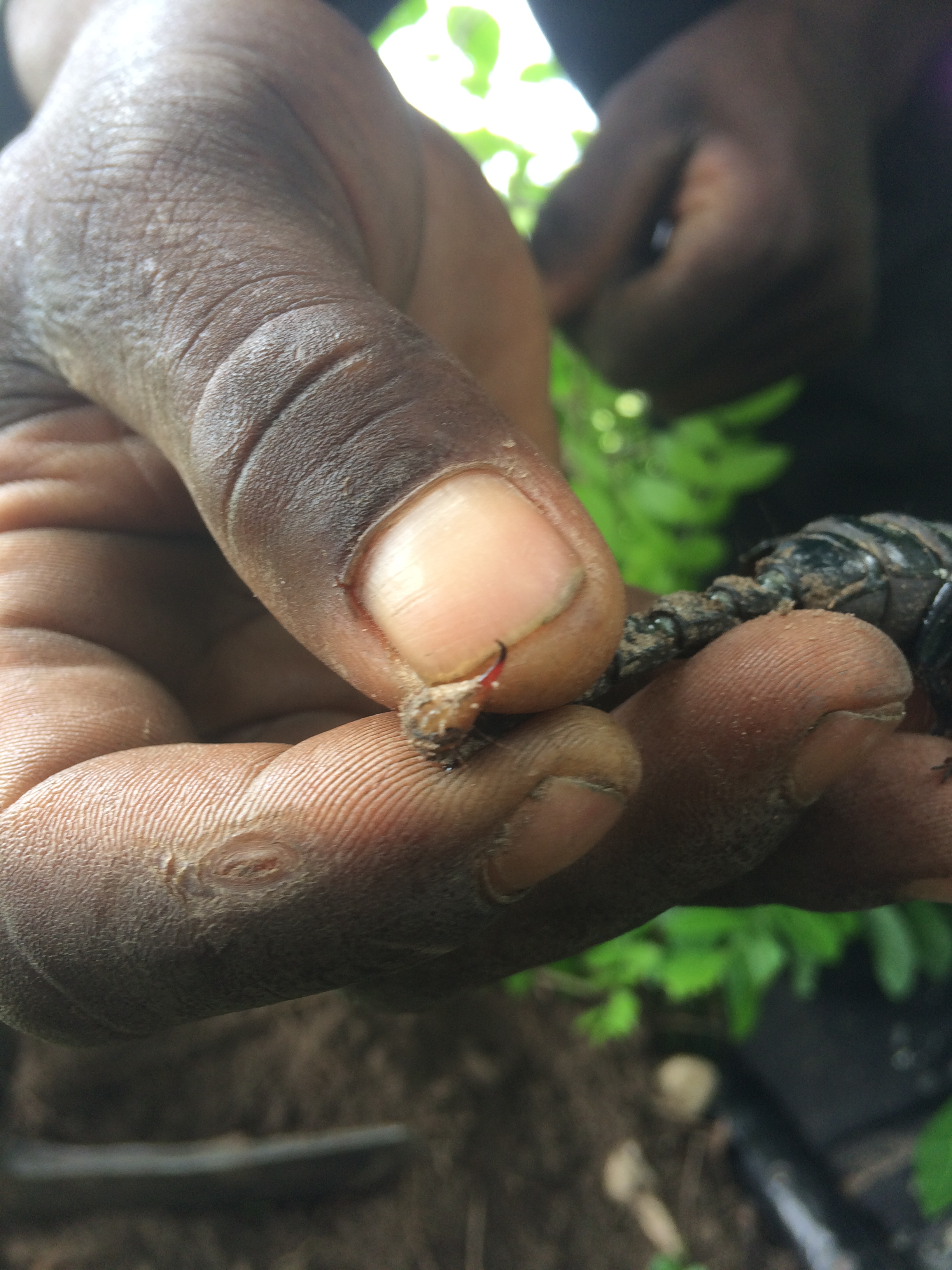
Жало дикого Pandinus imperator у південній Гані

Імператорський скорпіон (Pandinus imperator) — вид скорпіонів, що походить із тропічних лісів і саван у Західній Африці. Це один із найбільших скорпіонів у світі, який живе від шести до восьми років. Його тіло чорне, але, як і у інших скорпіонів, під ультрафіолетовим світлом він світиться пастельно-зеленим або блакитним кольором. Це популярний вид в галузі торгівлі домашніми тваринами та захищений CITES, щоб запобігти надмірному вилову, який може вплинути на виживання виду.

## Опис

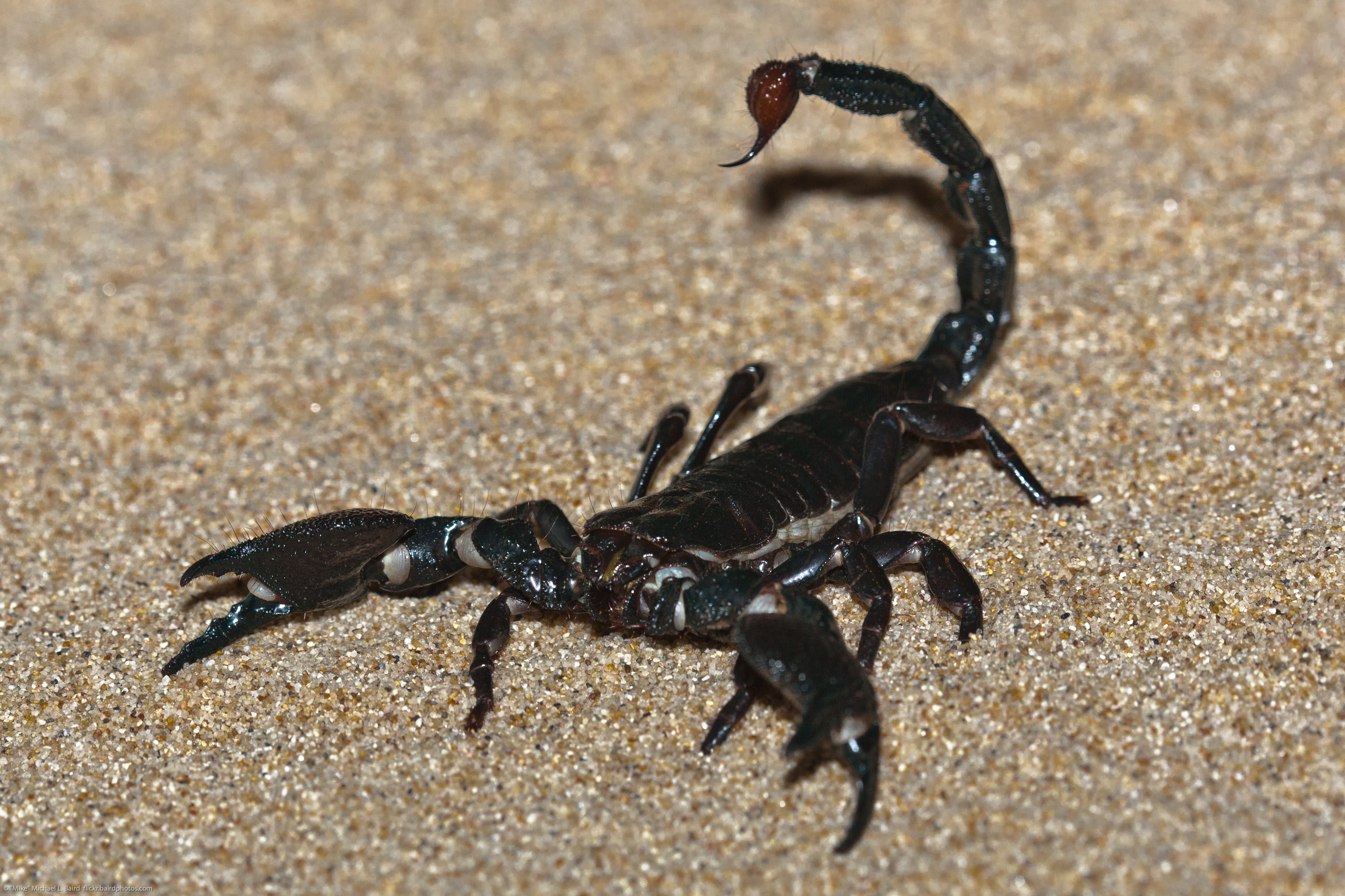
Імператорський скорпіон на піску.

Імператорський скорпіон ( Pandinus imperator ) — один із найбільших видів скорпіонів у світі, дорослі особини якого досягають у середньому близько 20 см у довжину і важать приблизно 30 г. Скорпіони цього виду мають великі клешні чорно-червоного кольору та зернисту структуру. Передня частина тіла, або головогруди, складаються з чотирьох частин, кожна з яких має пару ніг. За четвертою парою ніг знаходяться гребінчасті структури, відомі як пектини, які, як правило, у самців  довші, ніж у самок. Хвіст, або метасома, довгий і загинається над тілом. Він закінчується жалом із великими отруйними залозами. Укуси скорпіона можна класифікувати як легкі (подібні до укусу бджоли). Більшість людей не страждають від укусів імператорського скорпіона, хоча деякі люди можуть мати алергію на укуси скорпіона загалом. Чутливі волоски покривають клешні та хвіст, що дозволяє імператорському скорпіону виявляти здобич за допомогою коливань у повітрі та землі.
Під час вагітності тіло самиці розширюється, оголюючи білуваті мембрани, що з’єднують сегменти.
Імператорські скорпіони відомі своєю слухняністю та майже нешкідливим жалом; вони не використовують своє жало, щоб захищати себе, у дорослому віці, однак, вони можуть використовувати його в підлітковому віці. Вони використовують свої клешні для полювання. Їхній екзоскелет дуже склеротизований, через що вони мають металевий зеленувато-чорний колір.
Імператорських скорпіонів часто плутають із подібним родом ( Heterometrus ), і вони є одними з найвідоміших видів скорпіонів.

## Ареал і поширення
Імператорський скорпіон є африканським тропічним лісовим видом, але також присутній у савані. Він зустрічається в ряді африканських країн, включаючи Бенін, Буркіна-Фасо, Кот-д'Івуар, Гамбію, Гану, Гвінею, Гвінею-Бісау, Того, Ліберію, Малі, Нігерію, Сенегал, Сьєрра-Леоне та Камерун.
Цей вид населяє як тропічні ліси, так і відкриті савани. Імператорський скорпіон ховається під камінням і уламками , а також часто зустрічається в термітниках.

## Харчові звички
У дикій природі імператорські скорпіони в основному споживають комах та інших наземних безхребетних, основну частину їх раціону становлять терміти. Також іноді вживають у їжу хребетних, таких як гризуни та ящірки. 

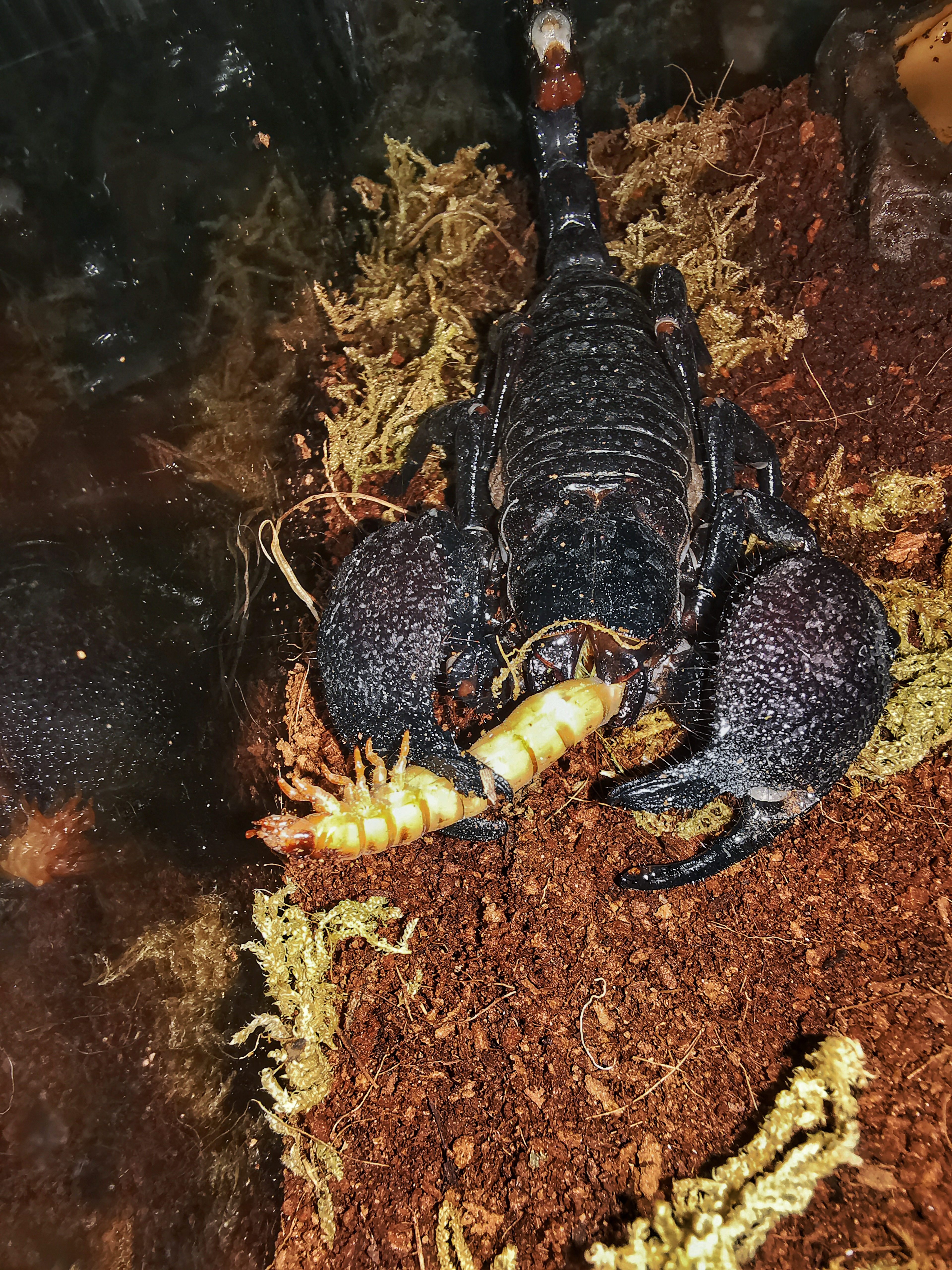
Молода самка імператорського скорпіона утримується як домашня тварина
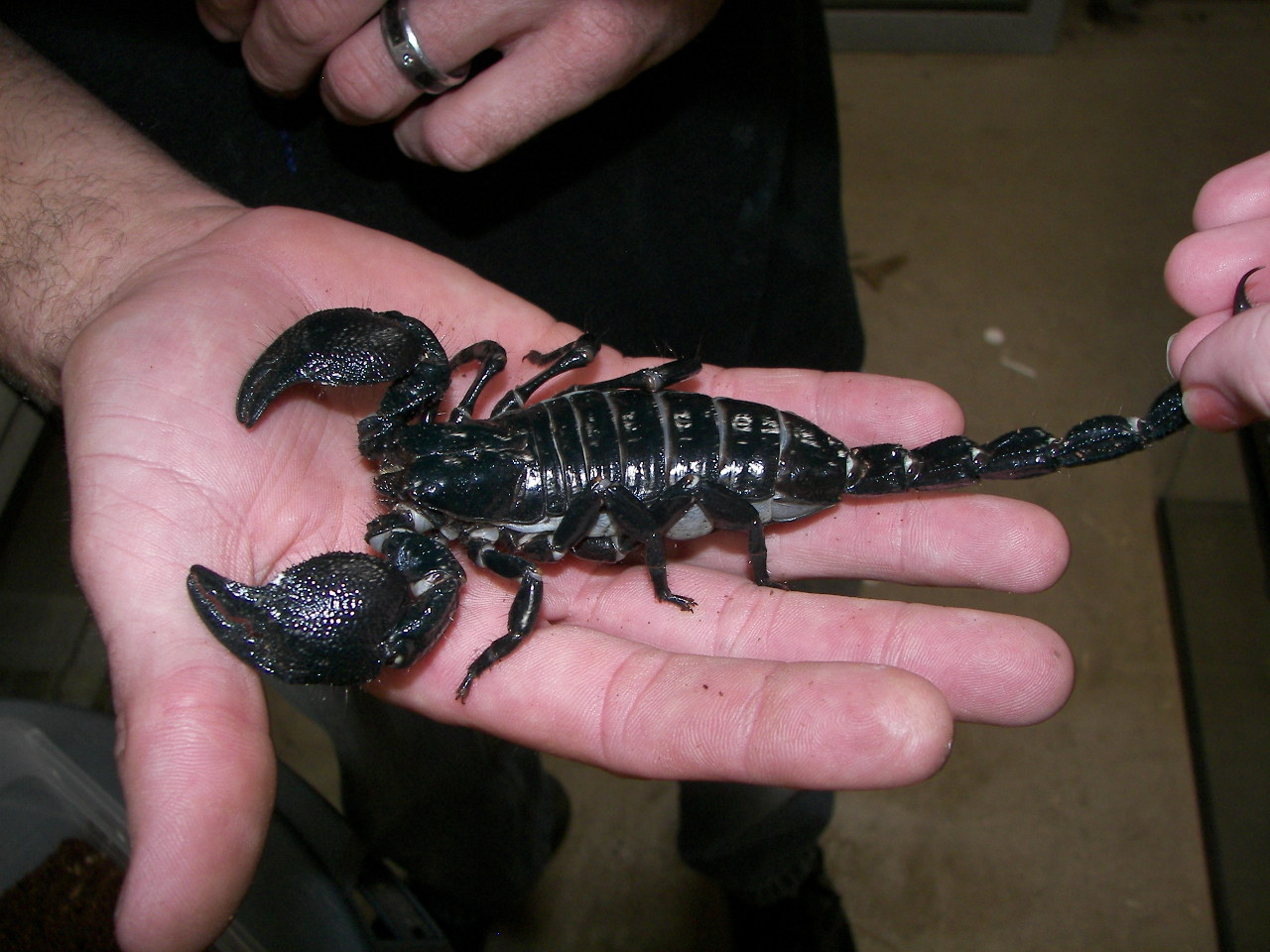
P. imperator дуже слухняний і терпимий до спілкування з людиною.

## Охорона та вплив людини
Отрута африканського імператорського скорпіона містить токсини імператоксин  і пандінотоксин.
Завдяки своїй слухняності, великим розмірам і витривалості P. imperator — часто утримується як домашня тварина, що призвело до зменшення його чисельності в дикій природі, він включений до списку CITES. У неволі імператорські скорпіони охоче харчуються цвіркунами та хробаками, доступними доглядачам, і можуть жити до 8 років.
Незважаючи на свої значні розміри, укуси імператорського скорпіона зазвичай легкі, їх отрута не викликає серйозних симптомів у більшості людей.